# Nikita Alexandrovitch de Russie
Pour les articles homonymes, voir Nikita.
Nikita Alexandrovitch, né le 16 janvier 1900 à Saint-Pétersbourg et mort le 12 septembre 1974 à Cannes, est un prince de Russie, membre de la maison de Holstein-Gottorp-Romanov.

## Famille
Nikita Alexandrovitch est le fils du grand-duc Alexandre Mikhaïlovitch, dit « Sandro », et de Xenia Alexandrovna.

### Mariage et descendance
Le 19 février 1922, Nikita Alexandrovitch de Russie épouse la comtesse Maria Vorontsova-Dachkova (13 février 1903 à Tsarkoïe Selo - 16 juin 1997 à Cannes), titrée princesse Maria de Russie. Deux enfants naissent de cette union :
- Nikita Nikitich de Russie (1923-2007). En 1961, il épouse Jane Anne Schonwald (Anna Mikhaïlovna). Il est un passionné d'histoire et publie plusieurs ouvrages, dont le plus important est une biographie d'Ivan le Terrible. Son fils unique, Théodore Nikititch Romanov se suicide à Pompano Beach en Floride le 25 août 2007.
- Alexandre Nikitich de Russie (1929-2002). Enfant, il vit principalement en Angleterre et en France. Il réside avec sa grand-mère, la grande-duchesse Xenia Alexandrovna de Russie au palais d'Hampton Court jusqu'en 1960, date du décès de la grande-duchesse. Il était l'un de ses petits-fils préférés.

## Biographie

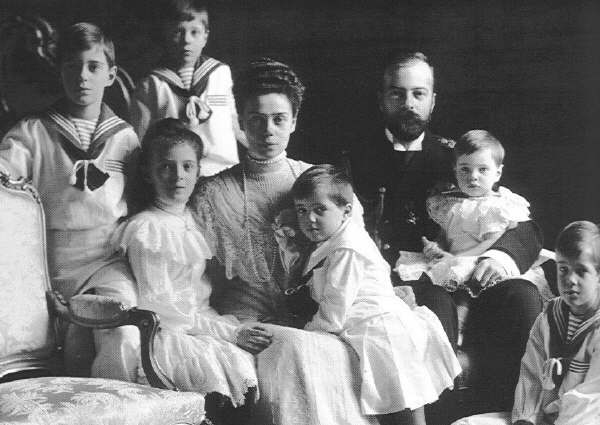
Le grand-duc Nikita Alexandrovitch de Russie aux côtés de sa mère, la grande-duchesse Xenia Alexandrovna de Russie, de son père le grand-duc Alexandre Mikhaïlovitch de Russie de ses frères et sœur

Dans sa prime jeunesse, le grand-duc Nikita Alexandrovitch de Russie passa ses vacances dans le sud de la France, lieu très prisé par les aristocrates de tous pays mais également par les membres de la famille Romanov. Après l'abdication de Nicolas II de Russie (3 mars 1917), avec de nombreux membres de la famille Romanov, l'impératrice douairière Maria Fiodorovna trouva refuge en Crimée, notamment sa fille, la grande-duchesse Xenia Alexandrovna de Russie, son gendre, le grand-duc Alexandre Mikhaïlovitch de Russie dit « Sandro » et leurs fils. En 1918, beaucoup d'entre eux seront arrêtés, ils resteront captifs pendant un mois, après la signature du traité de Brest-Litovsk (3 mars 1918), ils seront libérés par les Allemands. L'avancée des Bolcheviks en Crimée mit en péril la vie même des membres de la famille Romanov. Le 11 avril 1919, en embarquant sur le navire de guerre britannique le HMS Malborough envoyé par George V du Royaume-Uni, ils furent sauvés d'un massacre presque certain. Le bâtiment de guerre les conduisit à Malte où ils vécurent pendant neuf mois.
Comme la plupart de ses proches, le grand-duc Nikita Alexandrovitch de Russie s'installa à Paris. Le 19 février 1922, il épousa la comtesse Maria Vorontsova-Dachkova dont les ascendants étaient les Dolgorouki et les Narychkine-Chouvalov, familles de la noblesse russe. Après son union avec le grand-duc, elle fut titrée Son Altesse la Princesse Maria de Russie. Son élégance et sa grâce furent très remarquées dans le cercle parisien des Russes blancs et des anciens membres de l'Armée blanche. Le couple resta éloigné de la vie politique et des revendications concernant la restauration réclamée par ses cousins résidant en France ou en Angleterre.

## Généalogie
Nikita Alexandrovitch de Russie appartient à la quatrième branche issue de la première branche de la Maison d'Oldenbourg-Russie (Holstein-Gottorp-Romanov), elle-même issue de la première branche de la Maison d'Holstein-Gottorp. Ces trois branches sont issues de la première branche de la Maison d'Oldenbourg. Par sa mère, la grande-duchesse Xenia Alexandrovna de Russie, il est le petit-fils de l'empereur Alexandre III de Russie et un neveu de Nicolas II de Russie, par son père, il est l'arrière-petit-fils du tsar Nicolas Ier de Russie.